# Бенервил на Мору
Бенервил на Мору (фр. Benerville-sur-Mer) насеље је и општина у северној Француској у региону Доња Нормандија, у департману Калвадос која припада префектури Лисје.
По подацима из 2011. године у општини је живело 484 становника, а густина насељености је износила 159,74 становника/km². Општина се простире на површини од 3,03 km². Налази се на средњој надморској висини од 112 метара (максималној 111 m, а минималној 2 m).

## Демографија
| 1962. | 1968. | 1975. | 1982. | 1990. | 1999. | 2011. |
| ----- | ----- | ----- | ----- | ----- | ----- | ----- |
| 314   | 337   | 361   | 523   | 411   | 505   | 484   |

График промене броја становника у току последњих година